# Miguel Cano
Miguel Cano fue un arquitecto y escultor barroco nacido en Almodóvar del Campo a mediados del siglo XVI. Renombrado ensamblador de retablos, fue el padre y primer maestro -junto a su esposa María Almansa- de Alonso Cano, con el que trabajó conjuntamente y sobre el que delegó algunas de sus últimas obras. La reputación alcanzada en su trabajo y la acumulación de encargos en Andalucía motivaron que tuviera que establecerse en Granada, con toda su familia, sólo dos meses antes de que su hijo Alonso naciera.

## Trabajos
- 1601 Retablo de la Parroquia de San Ildefonso (Granada).
- 1628 Retablo de la Parroquia de Nuestra Señora de la Oliva (Lebrija), concluido por su hijo.

- Datos: Q6844486